# Rabab Fetieh
Rabab Mohammad Abdulqader Fetieh är en saudiarabisk tandläkare och professor i ortodonti tillhörande fakulteten för odontologi vid King Abdulaziz University (KAU). Hon var även prodekanus för samma institution (1993–2003). Fetieh var chef för den ortodontiska divisionen vid KAU 1989–2004 och även biträdande dekanus för forsknings- och forskarutbildningsfrågor.
Hon har en kandidatexamen i tandkirurgi från universitetet i Alexandria i Egypten och en doktorsexamen i läkarvetenskap från Harvard University.